# Jon Mikel Euba
Jon Mikel Euba Aurre (Amorebieta, Vizcaya, 18 de abril de 1967) es un pintor y artista plástico conceptual español.

## Biografía
Jon Mikel Euba estudió la licenciatura en Bellas Artes, especialidad Pintura, en la Facultad de Bellas Artes de Bilbao (1991) y continuó su formación en Arteleku, San Sebastián entre 1992 y 1995.
Euba, especialista en pintura, trabaja sin embargo con técnicas y tecnologías variadas: fotografía, video, proceso digital. En la mayor parte de sus trabajos, el artista reflexiona sobre el proceso creativo y quiere expresar lo que sucede o puede llegar a suceder en el proceso mismo, una investigación sobre el origen de la idea artística. 
Euba ha obtenido premios como el Gure Artea (1989), Bizkaiko Artea (1990) y Sestaoko VI. Pintura Lehiaketan (1990). Asimismo ha obtenido menciones en Muskizko Pintura Lehiaketan (1990), Parisko Les Étoiles de la Peinture sariketan (1990) o Mungiako Torrebillela Pintura Lehiaketan (1992).

## Arte conceptual
En la evolución de la obra de Jon Mikel Euba encontramos una camino hacia la esencia, es decir, hacia la eliminación de símbolos externos, que algunos autores asocian con la noción unamuniana de sentimiento trágico, ya utilizada anteriormente por uno de sus maestros, Jorge Oteiza. Hay en su obra un diálogo con obras anteriores (Txomin Badiola), un reconocimiento de anhelos y deseos pasados (Angel Bados), una comunión de modernos y posmodernos en permanente cita de obras de arte contemporáneas (Sergio Prego). Para entender su trabajo y su praxis artística hay que acudir a conceptos propios de la producción conceptual: síntesis, apropiación, alegoría, pastiche, intertextualidad, textualidad, repetición, diferencia, superficialidad o simulacro.

## Exposiciones
Entre sus exposiciones, ha realizado muestras individuales en Basauri, San Sebastián, Salamanca y en la sala Amadís de Madrid (exposición Escenarios, 2000). En Bilbao, en la nave Consonni, presentó su exposición Coche house horse en 2002.
En 2005 participó en Manifesta IV Frankfurt y la Bienal de Estambul 2005. Ha participado también en la Bienal de Venecia y en la Bienal de Busan, en Corea. Ha presentado trabajos y performances en De Appel y Stedlijk Museum Bureau Ámsterdam (2008), en Project Arts Centre de Dublín (2009), en Valparaíso Intervenciones 2010 de Chile; o la performance denominada Transcoding Re:horse, realizada en el Museo Van Abbe de Eindhoven en el contexto del If I Can’t Dance. Edition III –Masquerade, Episode 4: From Dusk Till Dawn.
Ha expuesto en Buenos Aires; en el National Museum of contemporary Art of Korea (Seúl); Bilbao; Mucsarnok Kunsthalle (Budapest); Cubitt.London; Les Rencountres Internationales (París); Israeli Center for Digital Art.Holon (Israel); Gdansk (Polonia); Carré D’art Nimes (Francia; OK Centrum Linz; Singapore History Museum (Singapur); Rotterdam Film Festival; Art Unlimited; Art Bassel; Palazzo delle Papesse de Siena (Italia); Berlín. Graz. Austria. Pandemonium. Lux Center. Londres. Sprengel; Museum Hannover; Museum of Puerto Rico.
Su obra forma parte de colecciones como la del Museo Reina Sofía en Madrid, MACBA en Barcelona, MUSAC de León, el Mudam de Luxemburgo, FRAC Poitou-Charentes de Francia, Ministerio de Cultura de Madrid.